# Hermannia diffusa
Hermannia diffusa là một loài thực vật có hoa trong họ Cẩm quỳ. Loài này được L. f. mô tả khoa học đầu tiên.